# Молвено
Молвѐно (на италиански: Molveno, на местен диалект: Molvèn, Молвен) е село и община в Северна Италия, автономна провинция Тренто, автономен регион Трентино-Южен Тирол. Разположено е на 864 m надморска височина. Населението на общината е 1120 души (към 2018 г.).